# Tephritis nebulosa
Tephritis nebulosa
 es una especie de insecto díptero que Becker describió científicamente por primera vez en el año 1908.
Esta especie pertenece al género Tephritis de la familia Tephritidae.